# Juan Ignacio Werner
Juan Ignacio Werner Rodil (Madrid, 4 agosto 1978) è un ex giocatore di calcio a 5 spagnolo, campione europeo con la nazionale spagnola nel 2007.

## Carriera
Nonostante il suo esordio nella nazionale spagnola risalisse solamente al 29 ottobre 2007, in un incontro amichevole vinto per 4-1 contro la Romania, due settimane più tardi viene sorprendentemente inserito nella lista dei convocati al campionato europeo vinto proprio dalle furie rosse. In totale, ha disputato 11 incontri con la Nazionale, mettendo a segno 3 reti.

## Palmarès

### Club
- Coppa di Spagna: 1
Segovia: 1999-00
- Supercoppa di Spagna: 2
Segovia: 1999, 2000

### Nazionale
- Campionato d'Europa: 1

Portogallo 2007